# Взгляд с наветренной стороны
Взгляд с наветренной стороны (англ. Look to Windward) — это научно-фантастический роман шотландского писателя Иэна М. Бэнкса, впервые опубликованный в 2000 году. Это шестой роман в серии «Культура». 

## Сюжет
Майор Квилан потерял желание жить после смерти своей жены, убитой во время гражданской войны в Челлге, которая была результатом вмешательства Культуры. Квилану предлагается шанс отомстить за чельрианцев, которые умерли, приняв участие в самоубийственной миссии, чтобы нанести ответный удар по Культуре.
Его «Soulkeeper» (устройство, обычно используемое для хранения личности его владельца после их смерти) оснащено как умом давно мертвого чельрианского адмирала, так и устройством, которое может перевозить червоточины, через которые можно доставлять оружие.
Затем Квилан отправляется на Орбиталь Культуры «Масак», якобы для того, чтобы убедить известного композитора Махраи Циллера вернуться в свой родной Чел, но на самом деле его миссия — уничтожить «Орбитальный центр». Чтобы защитить его от обнаружения в Масаке, память Квилана выборочно заблокирована, пока он не достигнет своей цели.
Циллер живет в самостоятельно назначенной ссылке на Масак, отказавшись от своего привилегированного положения в кастовой системе Чел. Ему поручено сочинять музыку, чтобы отметить кульминационное событие в войне Культуры и Идиранской империи. Узнав о посещении Квилана и подозрительно относясь к его причине путешествия, Циллер скрупулезно избегает его.